# Montaña Roja
Montaña Roja este o arie protejată (arie specială de conservare — SAC, sit de importanță comunitară — SCI, arie de protecție specială avifaunistică — SPA) din Spania întinsă pe o suprafață de 167,98 ha, integral pe uscat.

## Localizare
Centrul sitului Montaña Roja este situat la coordonatele 28°01′57″N 16°32′53″W / 28.0325°N 16.548°V.

## Înființare
Situl Montaña Roja a fost declarat arie de protecție specială avifaunistică în octombrie 2022 pentru a proteja 2 specii de plante și 10 specii de animale. Alte tipuri de protecție:
- sit de importanță comunitară (în octombrie 1999)
- arie specială de conservare (în ianuarie 2010)[1][3][4]

## Biodiversitate
Situată în ecoregiunea , aria protejată conține 5 habitate naturale: Galerii și tufărișuri riverane sudice (Nerio-Tamaricetea și Securinegion tinctoriae), Tufărișuri termo-mediteraneene și de pre-deșert, Vegetație anuală la limita mareei, Dune mobile cu vegetație embrionară, Dune de coastă fixe cu vegetație erbacee („dune gri”).
La baza desemnării sitului se află mai multe specii protejate:
- plante (2): Atractylis preauxiana, Ophioglossum polyphyllum
- păsări (10): Bucanetes githagineus, pasărea ogorului (Burhinus oedicnemus), Calonectris borealis, prundăraș de sărătură (Charadrius alexandrinus), egretă mică (Egretta garzetta), șoim călător (Falco peregrinus), Hydrobates castro, vultur pescar (Pandion haliaetus), turturică (Streptopelia turtur), călifar roșu (Tadorna ferruginea)